# گذرگاه کلاندر
گذرگاه کلاندر (انگلیسی: Kalandar Pass) (۱۷۱۳۰ فوت ارتفاع) یک گذر کوهستانی بلند است که دره رودخانه کارمبار (دره گلگت بالایی) را در تحصیل اشکومن ناحیه غیزر در نواحی شمالی پاکستان به دالان واخان در افغانستان متصل می‌کند.